# Sorø Akademi

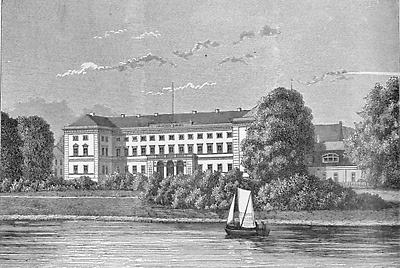
Sorø Akademi im 19. Jahrhundert

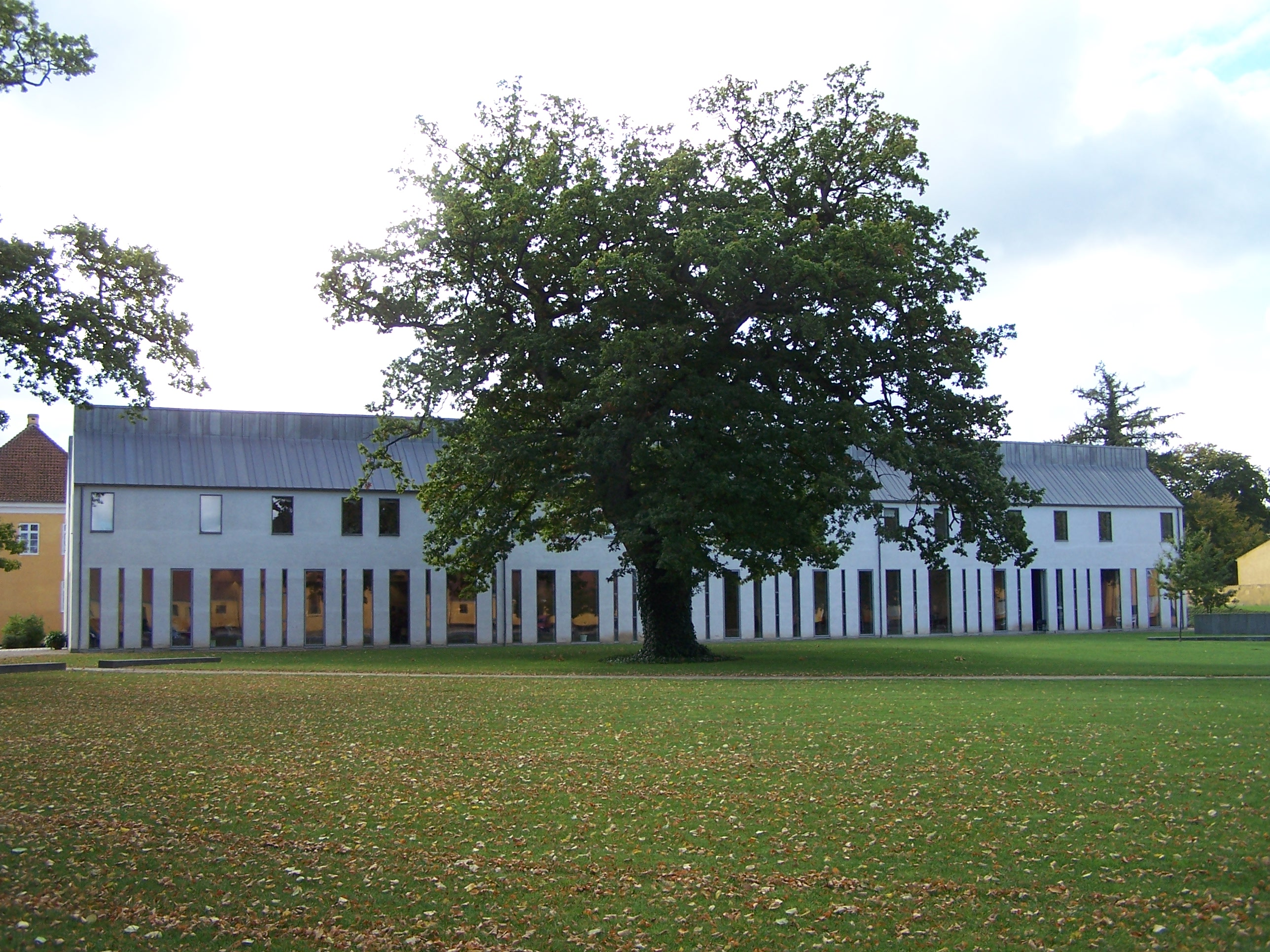
Neubau der Sorø Akademi

Sorø Akademi (lat. Academia Sorana) in Sorø auf der Insel Seeland ist eine der ältesten Schulen in Dänemark.

## Geschichte

### Lateinschule
Das 1146 durch Bischof Absalon von Lund gegründete Zisterzienserkloster Sorø wurde im Zuge der Reformation aufgelöst. Die Räumlichkeiten sollten der Ausbildung lutherischer Prediger dienen. Den Mönchen wurde aber ein lebenslanges Bleiberecht eingeräumt. 1580 starb der letzte Mönch.
1586 gründete König Friedrich II. eine Lateinschule mit Internat für je dreißig adlige und bürgerliche Knaben und stattete diese mit Einkünften aus dem ehemaligen Klosterland aus.

### Ritterakademie
1623 ließ Christian IV. diese Schule, die er selbst besucht hatte, auf Anregung von Holger Rosenkrantz durch eine Art Oberstufe ergänzen, die den jungen Adligen die Auslandsreise ersparen sollte. Damit wurde die Schule in eine Ritterakademie für die Aristokratie Dänemarks umgewandelt. Es war ein Lehrstuhl für einen Professor juris consultus und einen Professor historiarum et politices vorgesehen. In der Gründungsurkunde vom 30. November 1623 wurde bestimmt, dass die Jurisprudenz, bei der das Schwergewicht auf dem Römischen Recht lag, mit dem Fach Ethik zu verbinden sei. Der Professor für Geschichte sollte gleichzeitig der Königliche Historiograf sein und Politikwissenschaft lehren. Zusätzlich gab es einen Lehrstuhl für Rhetorik. Die Studiendauer betrug drei Jahre. Die Ausbildung war breit gefächert und umfasste neben den genannten Fächern auch Theologie, Medizin, Physik und Philologie. Es wurden aber auch andere Inhalte, die für einen Adligen wichtig waren, unterrichtet: Reiten, Fechten, Musik, Zeichnen und Tanz. Am 10. Mai 1643 erhielt die Akademie den Rang einer Universität. Damit bestand die Möglichkeit, das gesamte Studium in Sorø anstelle der Universität Kopenhagen zu absolvieren.
An der Spitze der Akademie stand ein Hofmeister, der nur dem König und dem Reichsrat verantwortlich war. Dieses Amt hatten nacheinander Just Høg, Henrik Rammel, Falk Gjøe und Jørgen Rosenkranz inne. Zu den Privilegien der Akademie gehörte auch eine eigene Jurisdiktion.
Viele bedeutende Wissenschaftler und Politiker gingen aus der Akademie hervor. Zu den bedeutendsten Lehrern gehörten seit 1623 der Theologe Johannes Clüver und der Schriftsteller Johann Wilhelm Lauremberg, sowie ab 1625 der Altphilologe und Historiker Johannes van Meurs (Jan de Moeurs). Unter anderem wurde hier der spätere König Friedrich III. ausgebildet.
1665 wurde die Adelsakademie im Zuge der Einführung des Absolutismus und der Entmachtung des Adels durch das Königsgesetz geschlossen. Die Schule blieb bis 1737 weiterhin bestehen.

### Zweite Akademie
Ab 1740 ließ Friedrich V. die Gebäude durch Laurids de Thurah renovieren und durch Neubauten ergänzen. Die Wiedereröffnung der Schule wurde von dem dänischen Dichter Ludvig Holberg nicht nur immateriell, sondern auch mit dem ganzen Einsatz seines persönlichen Vermögens gefördert, da er selbst keine Abkömmlinge und Erben hatte.
Am 7. Juli 1747 verfügte König Friedrich V. die Neueröffnung der Ritterakademie weitgehend nach den Regularien der ersten Akademie und verlieh ihr ein Siegel. Unterrichtet werden sollte neben den Wissenschaften auch Sprachen und Reiten, dazu Fechten, Musik, Tanzen, Kunst und diverse Handwerke, soweit sich dafür Lehrer fänden. Das Hauptgewicht wurde auf die Rechtskunde und Rhetorik gelegt. Auch Kenntnisse im Kanzleiwesen und in der Außenpolitik sollten vermittelt werden. Die theologische Unterweisung oblag dem Stadtprediger von Sorø, die übrigen Professoren sollte der Oberhofmeister auswählen. Erster Oberhofmeister war Heinrich VI. (Reuß-Köstritz). Die Vorlesungen standen auch anderen zahlenden Interessenten offen, nicht jedoch die „Adelichen Übungen“. Die obligatorische Auslandsreise war den jungen Adligen erst nach Absolvierung einer dreijährigen Ausbildung erlaubt. Anders als an der Universität war Unterrichtssprache nicht nur Latein, sondern die Studenten sollten sich auch in Deutsch, Französisch und Dänisch üben. Damit sie sich an höfische Regeln gewöhnten, hatten sie Zugang zu den Festen am Königshof.
Diese neue Akademie existierte bis 1793 und war der Förderung der Aufklärung verpflichtet. Zu den Lehrern gehörten der Philosoph und Mathematiker Jens Krafft, der Literat Johann Elias Schlegel, der Didaktiker und Pädagoge Johann Bernhard Basedow (1753–1761), sowie ab 1761 der Historiker und spätere Leiter des dänischen Kabinetts, Ove Høegh-Guldberg. Die zweite Akademie scheiterte wie die erste letztlich an der Konkurrenz zur nahen Universität in Kopenhagen. Schon 1747 war in der Fundation der Ritterlichen Academie zu Soröe festgelegt worden, dass die Universität keine Nachteile durch die Akademie haben dürfe. Außer für Adlige war Voraussetzung für ein Amt im Königreich nach wie vor der Besuch der Universität und auch nur dort konnte ein Akademischer Grad erworben werden.
Die von der Schule genutzten mittelalterlichen Klostergebäude fielen 1813 einem Großfeuer zum Opfer, so dass sich von den mittelalterlichen Gebäuden des Klosters nur die ehemalige Klosterkirche Sorø und das Torhaus erhalten hat. Letzteres ist eines der ältesten heute noch bewohnten Häuser in Dänemark. Hier schrieb bereits Saxo Grammaticus im Mittelalter seine berühmte Chronik Gesta Danorum. Außerdem blieb das ehemalige Ballhaus der ersten Akademie, die heutige Bibliothek, erhalten.

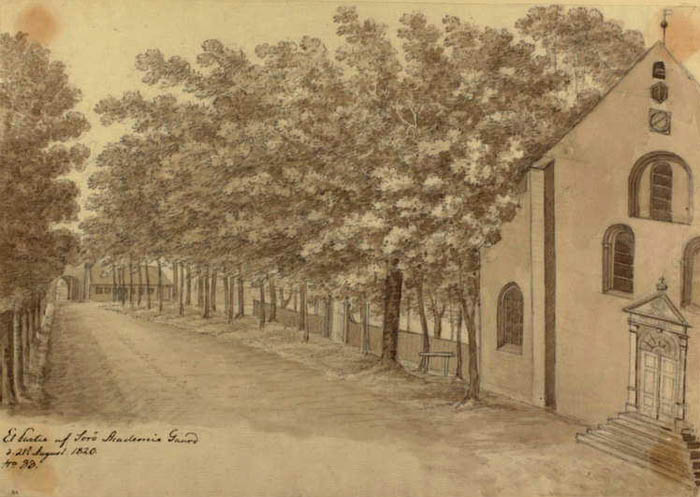
Sorø Akademi, Zeichnung von Ole Jørgen Rawert im August 1820

### Dritte Akademie
Nach dem Neubau wurde die Akademie erneut zum kulturellen Zentrum der Romantik im sogenannten Goldenen Zeitalter. Bernhard Severin Ingemann, der selbst Schüler der 2. Akademie gewesen war, wurde 1822 hier Lehrer und leitete die Akademie von 1846 bis 1849. Bertel Thorvaldsen, Nikolai Frederik Severin Grundtvig und Hans Christian Andersen waren häufige Gäste. Die dritte Akademie schloss 1849.

### Schule
Auch nach Schließung der Akademien blieb die Schule durchgehend bestehen. Sie ist heute im Besitz einer Stiftung und verfügt über ein angeschlossenes Internat, das von etwa 140 der insgesamt 620 Schüler besucht wird. Mädchen besuchen die Schule seit 1910.

## Bedeutende Lehrer der Akademie
- seit 1623 Johannis Cluveri
- seit 1623 Johann Wilhelm Lauremberg
- seit 1625 Johannes van Meurs (Jan de Moeurs)

- 1748–1749 Johann Elias Schlegel
- 1753–1761 Johann Bernhard Basedow
- 1761–1764 Ove Høegh-Guldberg

- Bernhard Severin Ingemann

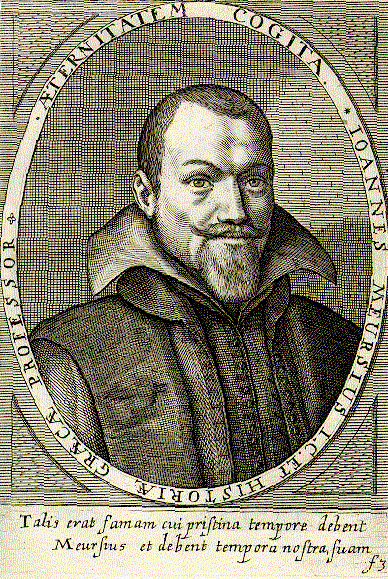
Johannes van Meurs
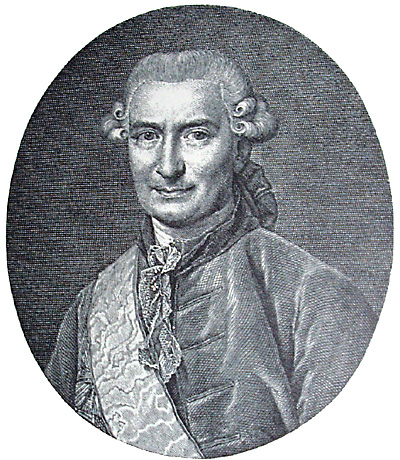
Ove Høegh-Guldberg

## Bedeutende Schüler der Akademie
- Conrad Detlev Knuth (1730–1805), Lehnsbaron, Kammerherr und Geheimrat